# مجازة قلبية رئوية
المَجَازَة القَلْبِيَة الرِئَوِيّة هي تقنية تؤدي عمل القلب والرئتين بشكل مؤقت أثناء العملية الجراحية عبر المحافظة على جريان الدم والأكسجين. يُشار غالبًا إلى الجهاز المستخدم في مجازة القلب والرئتين بجهاز القلب والرئتين أو "المضخة"، ويُشَغِّل الجهاز عادة اختصاصي إرواء. وتعتبر هذه التقنية أحد أشكال دوران الدم خارج الجسم. وبشكل عام، يستخدم جهاز الأكسجة الخارجي لأجل العلاج طويل الأمد.
تؤكسج المجازة القلبية الرئوية الدم وتضخه بشكل آلي في أوعية الجسم متجاوزة الرئتين والقلب. تستخدم هذه التقنية جهازًا ينجز الوظيفة القلبية الرئوية ويحافظ على إرواء أعضاء الجسم وأنسجته ويسمح للجراح بأداء عمله في ساحة جراحية خالية من الدم. يضع الجراح قُنيّة في الأذينة اليمنى أو الوريد الأجوف أو الوريد الفخذي لسحب الدم من الجسم. يُنقى بعد ذلك الدم المأخوذ من الجسم عبر القنية ويُبرد أو يُدفأ، ويُؤكسج قبل إعادته إلى الجسم بمضخة آلية. توضع القنية المستخدمة لإعادة الدم المؤكسج إلى الجسم عادةً في الأبهر الصاعد، ويمكن أن توضع في الشريان الفخذي أو الشريان الإبطي أو الشريان العضدي الرأسي (أو شرايين أخرى).
يٌعطى المريض الهيبارين لمنع التجلط، ثم يُعطى سلفات البروتامين لمعاكسة تأثير الهيبارين. يمكن أن تُخفض حرارة الجسم خلال العملية؛ يُحافَظ على درجة حرارة 28 مئوية إلى 32 مئوية (82.4-89.6 فهرنهايت). يُبرد الدم عند مروره بالمجازة القلبية الرئوية ويعاد بعد ذلك إلى الجسم. يبطئ الدم المبرَد معدل الاستقلاب القاعدي في الجسم وبالتالي يخفض حاجة الجسم للأوكسجين. يكون الدم المُبرَد أكثر لزوجة لكن المحلول البلوري المستخدم لتهيئة المجازة يمدد الدم.

## الاستخدامات
تستخدم المجازة القلبية الرئوية بشكل شائع في عملية طعم مجازة الشريان التاجي وذلك لصعوبة إجراء عملية على قلب نابض. وتستخدم أيضًا لدعم الدورة الدموية أثناء العمليات التي تتطلب فتح حجرات القلب. يُضخ الدم بواسطة جهاز القلب والرئتين الذي يحوي مكساجًا يعمل على رفع نسبة الأكسجين في الدم وخفض نسبة ثاني أكسيد الكربون. وهكذا يحاكي الجهاز عمل القلب والرئتين.
ويمكن كذلك استخدام المجازة القلبية الرئوية لحث الجسم على خفض درجة حرارته، فنستطيع بهذه الحالة المحافظة على الجسم بلا إرواء لمدة 45 دقيقة. أما إذا أوقفنا تدفق الدم أثناء درجة حرارة الدم الطبيعية، فقد تتدمر بعض خلايا الدماغ خلال ثلاث أو أربع دقائق، ويتبعها موت الشخص. كما تستخدم في تدفئة المصابين بانخفاض درجة الحرارة.[1][1][1]
تستخدم تقنية الأكسجة الخارجية وهي أحد أشكال المجازة القلبية الرئوية لإبقاء المواليد المصابين بعيوب الولادة على قيد الحياة، وتستخدم أيضًا للحفاظ على تدفق الدم في جسم المرضى المحتاجين لزراعة قلب أو رئة حتى إيجاد عضو جديد.

تحافظ المجازة القلبية الرئوية على دوران الدم وأكسجته في الجسم أثناء العملية. ويستخدم جهاز القلب والرئتين لريّ بقية الأعضاء والأنسجة بالدم أثناء عمل الجراح على القلب الخالي من الدم. يضع الجراح قنية في الأذين الأيمن أو الوريد الأجوف أو الوريد الفخذي ليسحب الدم من الجسم. القنية متصلة بأنابيب مملوءة بمحلول متبلور متعادل التركيز. ينقى الدم الوريدي المستخرج من الجسم ويدفأ أو يبرد حسب الحاجة، فيؤكسج، ثم يعاد ضخه للجسم. تُوصل القنية المستخدمة لإعادة الدم للجسم بالشريان الأبهر الصاعد أو الشريان الفخذي. يعطى المريض عادة هيبارين لمنع تجلط الدم، ويحقن لاحقًا بكبريتات البروتامين لعكس تأثير الهيبارين. ويجب أن تظل درجة حرارة الجسم منخفضة (28-32 درجة مئوية) أثناء هذه العملية. يبرّد الدم ثم يعاد للجسم. الدم ذو درجة الحرارة المنخفضة يبطئ من معدل الأيض الأساسي في الجسم مما يخفض حاجته للأكسجين. وللدم المنخفض الحرارة لزوجة عالية نسبيًا. يخفف المحلول المستخدم لتهيئة أنابيب المجازة من هذه اللزوجة.

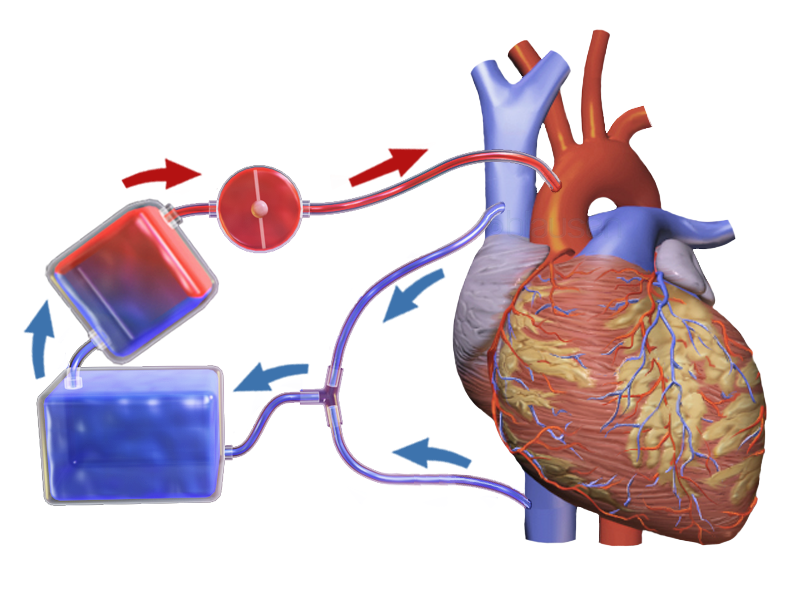
رسمة توضح أحد الطرق المعتادة وذلك عبر وصل جهاز القلب والرئة بالشرايين والأوردة القريبة من القلب. الثلاث أدوات على اليسار تمثل (من الأعلى إلى الأسفل) المضخة، المكساج، والخزان.

### استخدام المجازة القلبية الرئوية في العمليات الجراحية
- طعم مجازة الشريان التاجي.
- إصلاح و/أو استبدال الصمام القلبي (الصمام الأورطي، الصمام التاجي، الصمام ثلاثي الشرفات، و الصمام الرئوي).
- إصلاح العيوب الكبيرة للحواجز القلب (عيب الحاجز الأذيني، عيب الحاجز البطيني، وعيب الحاجز الأذيني البطيني).
- إصلاح و/أو تخفيف آلام عيوب القلب الخلقية (رباعية فالو، تغيير وضع الأوعية الكبيرة).
- الزراعة (زراعة القلب، زراعة الرئة، وزراعة القلب والرئة).
- إصلاح بعض التمددات الكبيرة للأوعية الدموية (تمدد الشريان الأورطي، وتمدد الأوعية الدماغية).
- استئصال الخثرة من بطانة شرايين الرئة.
- استئصال الخثرة من شرايين الرئة.

## عناصر المجازة القلبية الرئوية
المجازة القلبية الرئوية تتكون من وحدتين وظيفيتين أساسيتين هما المضخة وجهاز تزويد الدم بالأكسجين (مكساج).
تقوم الوحدتان الوظيفيتان بإزالة الدم الغير مؤكسج من جسد المريض وتزويده بدم غني بالأكسجين عن طريق سلسلة من الأنابيب.

### مجموعة الأنابيب
عناصر دائرة المجازة القلبية الرئوية مترابطة من خلال سلسلة من الأنابيب المصنوعة من مطاط سيليكوني أو كلوريد متعدد الفاينيل.

### المضخات

#### المضخة الدوارة
تحتوي وحدة تحكم المضخة على عدة مضخات دوارة تعمل بالمحرك تقوم بعمل حركة تمعجية (دودية) للأنابيب. هذا العمل يدفع الدم بلطف من خلال الأنبوب، ويشار إلى هذا عادة باسم المضخة الدوارة أو المضخة التمعجية.

#### مضخة الطرد المركزي
توظف العديد من دوائر المجازة القلبية الرئوية مضخة الطرد المركزي للمحافظة والسيطرة على تدفق الدم.
ينتج عن تغيير سرعة دوران (دورة في الدقيق) رأس المضخة قوة طرد مركزي تؤدي إلى تدفق الدم، يعتبر الكثيرون هذا النوع من الضخ متفوقاً على عمل المضخة الدوارة لأنه يسبب ضرراً أقل للدم (انحلال الدم وما إلى ذلك) ، وذلك لأن مضخة الطرد المركزي محدودة الضغط مما يقلل من نسبة تعطل النظام في حال حدوث انسداد مفاجئ في نظام خط الضغط العالي.

### المكساج
صمم جهاز المكساج الطبي لتزويد الدم بالأكسجين، بالإضافة إلى إزالة ثاني أكسيد الكربون من الدم الوريدي .جعلت المجازة القلبية الرئوية عمليات القلب الجراحية ممكنة، وذلك لاستخدامها المكساج الفقاعي. ولكن سرعان ما تم استبداله بالمكساج الغشائي في عام  1980 م، وكان السبب الرئيسي الدافع لاستبداله بالمكساج الغشائي هو أن المكساج الغشائي يتجنب تكوين فقاعات صغيرة (gaseous micro-emboli)، وهي بشكل عام تلحق الضرر بالمريض. سبب آخر وهو أن المكساج الغشائي يقلل من الضرر اللاحق بخلايا الدم مقارنة بالمكساج الفقاعي. المكساج المفعم بالهيبارين هو نوع آخر من أجهزة المكساج، وهو الذي يعمل على تقليل الإصابة بالالتهابات وتقليل نسبة التعرض لتخثر الدم في دائرة مجازة القلب.

### القُنَيَّة
القُنَيَّة (قصيبة أو إبرة، لإدخال سائل في الجسد أو إخراجه منه) تستخدم في مواقع مختلفة، بحسب نوع العملية. القُنَيَّة الوريدية تخرج الدم الوريدي من جسم المريض .أما القُنَيَّة الشريانية  تعيد الدم المؤكسج إلى الشرايين .قُنَيَّة شلل القلب تنقل المحلول الذي يوقف القلب بشكل مؤقت.
تستخدم القُنَيَّة في:
| قنية شلل القلب                                   | القنية الشريانية                                     | القنية الوريدية |
| ------------------------------------------------ | ---------------------------------------------------- | --------------- |
| الشريان الأبهر الداني، بقرب ملقط الأوعية الدموية | الشريان الأبهر الداني، بعيدا عن ملقط الأوعية الدموية | الأذين الأيمن   |
| الجيب التاجي                                     | الشريان الفخذي                                       | الوريد الأجوف   |
| الفوهات التاجية                                  | الشريان الإبطي                                       | الوريد الفخذي   |
| طعم المجازة (أثناء طعم مجازة الشريان التاجي)     | الشريان الأبهر القاصي                                |                 |
|                                                  | قمة القلب                                            |                 |

### شلل القلب
تتكون دائرة المجازة من دائرة تؤكسج الدم الخارج من جسم المريض ثم تعيده للجسم، ودائرة أخرى تدخل المحلول في القلب فيحدث شلل للقلب، وهذا يؤدي لحماية عضلة القلب وتجنب موت أنسجته.

## العملية
لابد أن تملأ دائرة تجاوز القلب بسائل وبالهواء المسحوب من خط الشريان المغذي قبل أن يتم وصله بالمريض. تملأ الدائرة أيضاً بمحلول متعادل التركيز متبلور، وفي بعض الأحيان يتم إضافة مكونات الدم .ويجب أن يكون جسم المريض مضاداً للتخثر تماماً عن طريق إعطائه مضاد تخثر مثل الهيبارين.

## اقرأ أيضًا
أكسجة غشائية خارج الجسم

## روابط خارجية
- International Consortium For Evidence-Based Perfusion نسخة محفوظة 18 أغسطس 2014 على موقع واي باك مشين.
- CircuitSurfers: A Perfusion Blog about Cardiopulmonary Bypass
- Hessel EA، Edmunds LH (2003). "Extracorporeal Circulation: Perfusion Systems". Cardiac Surgery in the Adult. New York: McGraw-Hill. ص. 317–38. مؤرشف من الأصل في 2012-06-30.
- Multimedia Manual of Cardiothoracic Surgery. Cardiopulmonary bypass collection.
- Profiles in Science: The Clarence Dennis Papers Selected papers of Clarence Dennis, credited with the first attempt at cardiopulmonary bypass surgery.